# Neocancilla circula
Neocancilla circula is een slakkensoort uit de familie van de Mitridae. De wetenschappelijke naam van de soort is voor het eerst geldig gepubliceerd in 1838 door Kiener.